# Dan Hăulică
Pour les articles homonymes, voir Haulica.
Dan Hăulică (né 7 février 1932 à Iași et mort le 17 août 2014 à Bucarest) est un essayiste littéraire roumain, critique d'art, membre correspondant (depuis 1993) de l'Académie roumaine, longtemps rédacteur en chef de la revue de littérature universelle Secolul 20 (ro) (Le 20e siècle),.

## Activité littéraire
Il est élu président de l'Association internationale des critiques d'art en 1981. En 2012, il est président d'honneur de la même association. 
Il est président de CAMERA (Conseil Audiovisuel Mondial pour les Etudes et les Réalisations sur l'Art), élu en 1986. 
Le 31 juillet 1990, Dan Hăulică est nommé ambassadeur, délégué permanent de la Roumanie auprès de l'UNESCO . 

## Publications (sélection)
- Peintres roumains, I-II, Paris, 1965
- Critique et culture, Bucarest, 1967
- Brancusi ou l'Anonymat du genie, Bucarest, 1967
- Géographies spirituelles, Bucarest, 1973
- Nostalgie de la synthèse, Bucarest, 1984
- Dimensions de l'art moderne, Bucarest, 1992